# Телеф
Телеф (грец. Telephos) — син Геракла й Авги. Батько Кипариса.
Деякі міфи пов'язують Телефа з Троянською війною. Коли греки, йдучи на Трою, помилково потрапили до Місії, Т. відбив їх, але був важко поранений списом Ахіллеса. Оракул провістив, що рану може вилікувати власною зброєю той, хто її заподіяв. У вигляді жебрака Телеф прибув у Мікени до Агамемнона й викрав із колиски його сина Ореста, пригрозивши, що вб'є його, коли батько не допоможе зцілити рану. Агамемнон звернувся до Ахіллеса, і той вилікував рану іржею свого списа. Із вдячності за зцілення Телеф підказав грекам, як дійти до Трої, але сам відмовився брати участь у поході. Телефа вважали народним героєм і родоначальником місійців у Пергамі. Міф про нього був поширений також в Італії, передусім у Кампанії. Античні трагіки Есхіл, Софокл, Евріпід використали міф про Телефа в своїх трагедіях.